# Вагнер, Винифред
Винифре́д Ва́гнер (нем. Winifred Wagner, урожд. Уильямс; 23 июня 1897[…], Гастингс, Восточный Суссекс — 5 марта 1980[…], Иберлинген) — жена Зигфрида Вагнера и после смерти своего супруга — руководитель Байрёйтского фестиваля.

## Биография
Винифред — единственная дочь английского журналиста Джона Уильямса. После ранней смерти родителей её удочерили Клиндворты. Приёмный отец, Карл Клиндворт, страстный поклонник творчества Рихарда Вагнера, познакомил девочку с семьёй Вагнеров. 18-летняя Винифред вышла замуж за 46-летнего Зигфрида Вагнера 22 сентября 1915 года. У супругов родилось четверо детей: Виланд, Фриделинд, Вольфганг и Верена.
Винифред Вагнер была близкой знакомой Адольфа Гитлера, с которым она познакомилась в 1923 году в Байройте и ввела в круг своей семьи. После поражения путча Гитлера и Людендорфа Винифред переписывалась с арестованным Гитлером и носила ему передачи. С 1925 года она общалась с Гитлером на «ты» и принимала участие в работе съезда НСДАП в Веймаре. В январе 1926 года она вступила в ряды НСДАП.
После смерти Зигфрида Вагнера в 1930 году Винифред как его вдова взяла на себя руководство Байрейтским фестивалем, превратив его в культовое мероприятие национал-социалистов. Близкие отношения с Гитлером породили слухи, что Винифред даже собирается замуж за фюрера. С 1933 по 1940 год Гитлер часто присутствовал на Байрейтских фестивалях, лично присматривая за тем, чтобы партийные секретари не проводили время вне концертов в борделях и пивных. В годы Второй Мировой войны по личной просьбе Винифред, обеспокоенной что мероприятие может не состояться из-за отсутствия публики как это было во время Первой мировой войны, фюрер обеспечил освобождение музыкантов от призыва в вермахт (в том числе и Виланда Вагнера, которого перевели на службу в концлагерь Флоссенбург) и зрителей из числа солдат и рабочих, направляемых партийным начальством, заметив с пониманием что «сам не может выступать перед пустым залом». Война расколола семью Вагнеров — Фриделенд хватило мужества порвать связи с матерью и братьями и уехать из страны, хотя Винефред угрожала ей воспользоваться своими связями и уничтожить.
В процессе по денацификации Винифред Вагнер, единственная наследница имущества семьи Вагнеров, была приговорена к штрафу в 6000 немецких марок. В 1949 году она официально отказалась от руководства фестивалем и удалилась из общественной жизни. Тем не менее, и позднее в круг её общения входили бывшие нацисты, например, Герди Троост, Ильза Гесс и Освальд Мосли.
В 1975 году на немецкие экраны вышел пятисерийный документальный фильм «Винифред Вагнер и история дома Ванфрид в 1914—1975 годах», в котором в своём интервью Винифред продемонстрировала свою симпатию к Гитлеру, отрицая любую критику в его адрес.